# Ahmet Altın
Ahmet Altın (Kirsehir, 13 november 1985) is een Turks-Nederlands voetballer die als doelman speelt.

## Carrière
Met zijn familie  emigreerde hij vanuit Kırşehir naar Nederland. Hij ging al snel voetballen bij Willem II. 
In het seizoen 2007-2008 verliet Altın Willem II om naar zijn geboorteland Turkije te gaan, omdat er daar interesse was van wat clubs en hij wilde geen derde keeper worden achter Maikel Aerts en Bjorn Sengier. Daarvoor legde hij een  proefperiode af bij SBV Vitesse. Hij ging naar Yeni Kırşehirspor waar hij negen wedstrijden keepte. Daarna verliet hij Kırşehirspor alweer om naar Akhisar Belediyespor te gaan daar keepte hij veertig wedstrijden. In 2011 verliet hij Akhisar Belediyespor voor Altınordu SK en sinds seizoen 2013-2014 keept Altın voor de derdedivisieclub Aydınspor 1923.

## Referentie
1. ↑  Profiel bij de Turkse voetbalbond (TFF). Gearchiveerd op 12 november 2020.
2. ↑  (tr) Ahmet Altin. Gearchiveerd op 4 maart 2016.